# روس سايمور
روس سايمور (بالإنجليزية: Ross Seymour) هو سباح أسترالي، ((و. 1953  م))

## روابط خارجية
- روس سايمور على موقع الاتحاد الدولي للسباحة (الإنجليزية)
- روس سايمور على موقع SwimRankings.net (الإنجليزية)
- روس سايمور على موقع اللجنة الأولمبية الدولية (الإنجليزية)
- روس سايمور على موقع أوليمبيديا (الإنجليزية)
- روس سايمور على موقع اللجنة الأولمبية الأسترالية (الإنجليزية)
- روس سايمور على موقع اتحاد ألعاب الكومنولث (مؤرشف) (الإنجليزية)